# Bloc Electoral Pàtria - Rodina
El Bloc Electoral Pàtria - Rodina (romanès Blocul Electoral Patria - Rodina) fou una aliança electoral de partits comunistes a la República de Moldàvia, formada pel Partit Socialista de Moldàvia (Partidul Socialist din Moldova) i el Partit Socialista de la República de Moldàvia (Partidul Socialiştilor din Republica Moldova). A les eleccions legislatives moldaves de 2005 el bloc va obtenir el 4,9% del vot popular, però no assolí cap escó.